# IEEE Transactions on Systems, Man, and Cybernetics - Part B
IEEE Transactions on Systems, Man, and Cybernetics - Part B: Cybernetics is een internationaal, aan collegiale toetsing onderworpen wetenschappelijk tijdschrift op het gebied van de regeltechniek, kunstmatige intelligentie en de cybernetica. De naam wordt in literatuurverwijzingen meestal afgekort tot IEEE Trans. Syst. Man. Cybern. B Cybern. Het wordt uitgegeven door het Institute of Electrical and Electronics Engineers en verschijnt tweemaandelijks.